# Bristol Brownie
El Bristol Type 91 Brownie fue un avión deportivo ligero producido en el Reino Unido por la Bristol Aeroplane Company en 1924. Era un avión monoplano cantilever de ala baja, de configuración convencional y tren de aterrizaje fijo con patín de cola. El piloto y el pasajero estaban sentados en cabinas abiertas en tándem. Ganó el premio de 1000 libras esterlinas del segundo puesto en las pruebas de aviones ligeros de Lympne en octubre de 1924.

## Diseño
Bristol no había construido un avión para competir en las pruebas de aviones ligeros de Lympne de 1923, que habían sido para aviones con motores de 750 cc o menos, lo que hacía imposible usar del motor Cherub de Bristol. Las reglas se cambiaron para las pruebas de 1924, permitiendo el uso de motores de hasta 1100 cc y, en consecuencia, Frank Barnwell comenzó a trabajar en el diseño de un competidor a principios de 1924. Realizó estudios sobre aviones alternativos de madera y metal y, después de considerarlos, la Junta de Bristol Aircraft autorizó la producción de dos aviones el 4 de febrero, y añadió un tercero el 5 de mayo.
Los tres aviones tenían un fuselaje similar, hecho de tubos de acero de alta resistencia arriostrados mediante cables, pero para fines experimentales se produjeron tres diseños de alas diferentes: un ala de madera de 10,54 m de envergadura y dos alas de metal diferentes, una de 11,15 m de envergadura de construcción totalmente en acero, y la otra, ideada para la alta velocidad, de 9,32 m de envergadura, de construcción combinada de acero y duraluminio. Para cumplir con las reglas de la competición, las alas tenían que ser fácilmente desmontables y el avión tenía que estar equipado con controles dobles.
Los tres aviones fueron registrados como G-EBJK, G-EBJL y G-EBJM el 14 de julio, e inmediatamente bautizados Jack, Jill y Jim. El G-EBJK, equipado con alas de madera, fue el primer avión en volar, el 6 de agosto, pilotado por Cyril Uwins. Su rendimiento y manejo fueron tan buenos que Frank Barnwell realizó inmediatamente un segundo vuelo, seguido de un tercero por Uwins y Barnwell juntos. El G-EBJL, que tenía instaladas las grandes alas metálicas, voló por primera vez el 22 de septiembre, y el G-EBJM, completado como monoplaza con un depósito de largo alcance y las alas metálicas más pequeñas, le siguió el 4 de septiembre.
Todos participaron en las pruebas, que tuvieron lugar entre el 27 de septiembre y el 4 de octubre. Uwins, volando en 'JK, ganó el segundo premio en las pruebas principales. El 'JL, que iba a ser volado por T.W. Campbell, fue retirado debido al flameo de los alerones, y Campbell, en el 'JM, consiguió el tercer lugar en la carrera de la Copa Grosvenor, con un promedio de más de 112,65 km/h.

## Desarrollo
Después de las pruebas de Lympne, los 'JK y 'JL fueron entregados en Martlesham Heath para su evaluación como entrenador primario, pero no impresionaron lo suficiente al Ministerio del Aire como para que financiara algún desarrollo.
El G-EBJK fue devuelto a Filton para realizarle modificaciones en diciembre de 1925. Estaba equipado con el nuevo motor Cherub III de 36 hp, que estaba montado ligeramente más bajo en el fuselaje, y los larguerillos superiores estaban curvados más hacia abajo para mejorar la visibilidad desde la cabina trasera. El depósito de combustible fue agrandado y se le colocaron nuevas alas metálicas, lo que le dio una envergadura de 11,45 m. Fue designado Type 91A.
Después de más pruebas en Martlesham, fue devuelto nuevamente a Filton, donde se bajó aún más el soporte del motor y se instaló una hélice de duraluminio Fairey-Reed. Además, se añadió una cubierta curva al fuselaje trasero, y se equipó con un timón con plano de compensación agrandado y un nuevo tren de aterrizaje con amortiguadores de goma. Fue designado Type 91B, o Brownie II. En esta forma, el avión participó en las pruebas de Lympne de 1926, donde Uwins ganó el tercer premio, dotado con 500 libras esterlinas.

## Variantes
Type 91 Brownie
Monoplano deportivo de ala baja, tres construidos.
Type 91A Brownie
Segundo Type 91 con motor Cherub III, uno modificado.
Type 91B Brownie II
El Type 91A aún más modificado.

## Especificaciones (Brownie I, ala de madera)
Referencia datos: Bristol Aircraft Since 1910

### Características generales
- Tripulación: Uno (piloto)
- Capacidad: Un pasajero
- Longitud: 8 m (26,2 ft)
- Envergadura: 10,5 m (34,6 ft)
- Altura: 2 m (6,5 ft)
- Superficie alar: 19 m² (204,5 ft²)
- Peso vacío: 227 kg (500,3 lb)
- Peso cargado: 395 kg (870,6 lb)
- Planta motriz: 1× motor bóxer de dos cilindros refrigerado por aire Bristol Cherub I.
  - Potencia: 24 kW (33 HP; 33 CV)
- Hélices: Bipala de paso fijo

### Rendimiento
- Velocidad máxima operativa (Vno): 110 km/h (68 MPH; 59 kt)
- Alcance: 160 km (86 nmi; 99 mi)

## Aeronaves relacionadas

### Aeronaves similares
- Avro Avis
- Beardmore Wee Bee
- De Havilland Humming Bird
- English Electric Wren
- Gloster Gannet
- Gnosspelius Gull
- Hawker Cygnet
- Parnall Pixie
- Supermarine Sparrow
- Vickers Vagabond
- Westland Woodpigeon

### Secuencias de designación
- Secuencia Numérica (interna de Bristol): ← 88 - 89 - 90 - 91 - 92 - 93 - 95 →